# Minglanilla, Filippinerna
Minglanilla (Bayan ng Minglanilla) är en kommun i Filippinerna. Kommunen tillhör provinsen Cebu och ligger på ön med samma namn. Folkmängden uppgår till 77 268 invånare.

## Barangayer
Minglanilla är indelat i 19 barangayer.
| - Cadulawan - Calajo-an - Camp 7 - Camp 8 - Cuanos - Guindaruhan - Linao - Manduang - Pakigne - Poblacion Ward I | - Poblacion Ward II - Poblacion Ward III - Poblacion Ward IV - Tubod - Tulay - Tunghaan - Tungkop - Vito - Tungkil |

## Bildgalleri

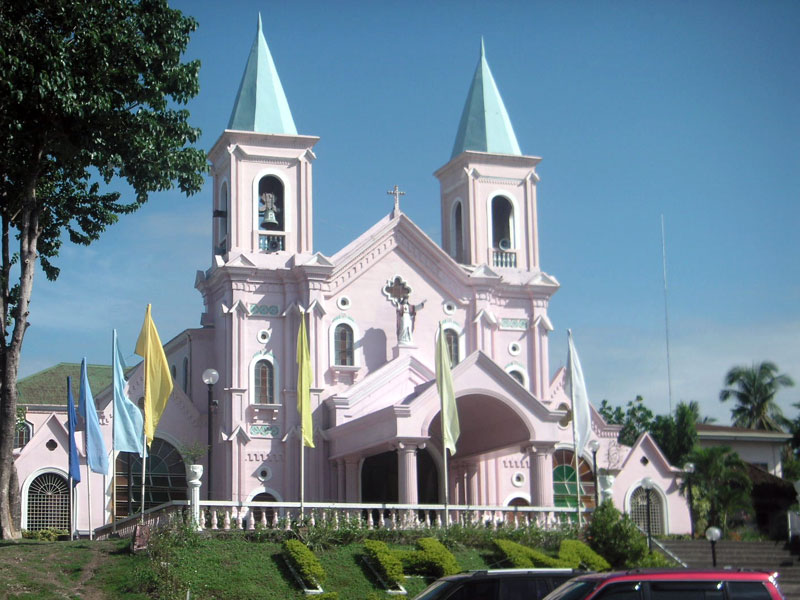